# Alma Hanlon
Alma Hanlon (30 de abril de 1890 – 26 de octubre de 1977) fue una actriz estadounidense que trabajó en películas mudas. La carrera cinematográfica de Hanlon fue corta, durando sólo cuatro años. Apareció en veintitrés películas. Su primer papel fue como Dorothy Dare en The Fixer (1915) e hizo su última aparición en The Profiteer (1919).

## Biografía
Nació el 30 de abril de 1890, en Nueva Jersey, siendo la hija menor de George Hanlon.
Su primer matrimonio fue con el ex corresponsal y agente de prensa teatral Walter J. Kingsley, desde 1905 hasta su divorcio en 1917, con quien tuvo una hija, Dorothy Kingsley (1909–1997), que será una destacada guionista en el Hollywood de los años 1940 y 1950.
En 1918 se casó con el director Louis Myll (1871–-1939), cuando llevaba dos años viviendo en Bayside (Queens). Más tarde se trasladó con su hija al próspero suburbio de Grosse Pointe (Míchigan).
Murió el 26 de octubre de 1977, en Monterrey (California).

## Filmografía parcial
- The Fixer (1915)
- The Weakness of Man (1916)
- Gold and the Woman (1916)
- The Whip (1917)
- The Golden God (1917)
- Public Defender (1917)
- The Profiteer (1919)